# Messier 28
M28 (Messier 28 / NGC 6626) is een bolvormige sterrenhoop in het sterrenbeeld Schutter. Hij werd in 1764 door Charles Messier ontdekt en vervolgens door hem opgenomen in zijn catalogus van komeetachtige objecten als nummer 28.
M28 ligt op een afstand van ongeveer 18 000 lichtjaar van ons af en meet ongeveer 60 lichtjaar in diameter. Er zijn 18 veranderlijke sterren van het type RR Lyrae ontdekt in deze bolhoop evenals een pulsar met een periode van 11 milliseconde. Deze pulsar, PSR 1620-26 is slechts de tweede pulsar ooit die werd ontdekt in een bolhoop.